# Абу Бакр аль-Байхаки
Абу́ Бакр Ахма́д ибн аль-Хусе́йн аль-Байхаки́ (араб. أبو بكر أحمد بن الحسين البيهقي‎; 994, Себзевар — 1066, Нишапур) — исламский учёный-богослов, правовед шафиитского мазхаба и хадисовед.

## Биография
Его полное имя: Абу Бакр Ахмад ибн аль-Хусейн ибн Али ибн Муса аль-Хусравжирди аль-Хурасани. Он родился в селении Хусравжирди района аль-Байхак, в 12 километрах от города Нишапур в Иране. Он умер в возрасте 74 лет в Нишапуре. Его тело перевезли в Байхак, где он и похоронен.

## Богословская деятельность
Аль-Байхаки получал образование более чем у ста учителей в Хорасане, Багдаде, Куфе и Мекке. В 15 лет он начал обучаться в Нишапуре у крупнейшего учёного аль-Хакима ан-Нишапури, которому тогда было около восьмидесяти лет. Лишь самые способные становились учениками аль-Хакима и юный аль-Байхаки стал одним из его лучших учеников. В дальнейшем аль-Байхаки приводил в своих книгах очень много хадисов от аль-Хакима.
Проведя в странствиях около тридцати лет, аль-Байхаки возвратился в Байхак и занялся преподавательской и научной деятельностью. Им было написано много книг по праву, каламу и хадисам.

## Учителя
Среди учителей аль-Байхаки были такие известные богословы как:
- Ибн Тахир аль-Багдади (980—1037) — ашаритский богослов, один из имамов калама, шафиит, математик
- Абу Тахир ибн Махмиш аз-Зияди
- Абдулла ибн Юсуф аль-Асбахани
- Абу Али ар-Рузбари
- Абу Абдуррахман ас-Суллами
- Абу Бакр ибн аль-Фурак
- Хамза ибн Абдуль-Азиз аль-Мухаллаби
- Абу Бакр аль-Хаййири
- Яхья ибн Ибрахим аль-Музакки
- Абу Саид ас-Сайрафи
- Али ибн Мухаммад ибн ас-Сакка
- Абу Саид Ахмад ибн Мухаммад аль-Малини
- Абу ат-Тайиб ас-Салюки
- Хилал аль-Хаффар
- Абуль-Хусейн ибн Бишран

## Ученики
Среди учеников аль-Байхаки были такие известные богословы как:
- Абу Исмаил аль-Ансари (1006—1089) — известный суфий-ханбалит, персидский поэт
- Исмаил ибн Ахмад аль-Байхаки — сын имама аль-Байхаки
- Убайдулла ибн Мухаммад ибн Ахмад аль-Байхаки — внук имама аль-Байхаки
- Абу Закария Яхья ибн Мандах
- Абу Абдулла Мухаммад ибн аль-Фадл аль-Фурави
- Захир ибн Тахир аш-Шахамий
- Абу аль-Маали Мухаммад ибн Исмаил аль-Фариси
- Абдуль-Джаббар ибн Абдуль-Ваххаб ад-Даххан
- Абдуль-Джаббар ибн Мухаммад аль-Хувари
- Абдуль-Хамид ибн Мухаммад аль-Хувари и др.

## Труды
По некоторым данным Ахмад аль-Байхаки за свою жизнь написал около 1000 трудов. Наиболее известными его трудами являются:
- Сунан аль-Кубра (араб. السنن الكبرى‎ — Большой сборник хадисов)
- аль-Асмау ва-с-Сыфат (араб. الأسماء والصفات‎ — Имена Аллаха и атрибуты)
- Китаб аль-Мутакад (араб. المعتقد مجلد‎ — Книга о вероубеждении)
- аль-Ба‘с ва-н-Нушур (араб. البعث مجلد‎ — Воскрешение и Судный День)
- ат-таргиб ва-т-Тархиб (араб. الترغيب والترهيب مجلد‎ — Призыв к благому и предостережение от дурного)
- аз-Зухд (араб. الزهد مجلد‎ — Аскетизм)
- аль-Хиляфият (араб. الخلافيات‎ — Различные мнения)
- Далаиль ан-Нубува (араб. دلائل النبوة‎ — доказательства Пророчества)
- ас-Сунан ас-сагир (араб. السنن الصغير‎ — малый сборник хадисов)
- Шу‘аб аль-иман (араб. شعب الإيمان‎ — Ветви веры)
- аль-Мадхаль иля ас-Сунан (араб. المدخل إلى السنن‎ — Введение в Сунну)
- аль-Адаб (араб. الآداب‎ — Книга по этикету)
- Фадаиль аль-Авкат (араб. فضائل الأوقات‎ — Превосходство отдельных периодов времени для поклонения)
- аль-Арбаин аль-Кубра (араб. الأربعين الكبرى‎ — Большой сороковник хадисов)
- аль-Арбаин ас-Сугра (араб. الأربعين الصغرى‎ — Малый сороковник хадисов)
- ар-Руйа (араб. الرؤية‎ — Книга снов)
- аль-Исра (араб. الإسراء‎ — Книга об Исре)
- Манакиб аш-Шафи‘и (араб. مناقب الشافعي‎ — Безграничные достоинства имама аш-Шафии)
- Манакиб Ахмад (араб. مناقب أحمد مجلد‎ — Безграничные достоинства имама Ахмада ибн Ханбаля)